# 苞护豆
苞护豆（学名：Phylacium majus）为豆科苞护豆属下的一个种。